# مارک ویوین فو
مارک ویویان فو (فرانسوی: Marc-Vivien Foé‎)، بازیکن تیم ملی فوتبال کامرون و باشگاه فوتبال منچستر سیتی بود.

## درگذشت
او بسیاری از شهرت خود را هنگامی به دست آورد که در سن ۲۸ سالگی، میانهٔ یک بازی از جام کنفدراسیون‌ها، در زمین فوتبال، جان سپرد. از صحنه مرگ وی در حین بازی به عنوان یکی از دل‌خراش‌ترین لحظه‌های تاریخ فوتبال یاد می‌شود. پس از مرگ او، باشگاه منچسترسیتی، شماره ۲۳ خود را برای همیشه بازنشسته کرد.